# 전북특별자치도 남원의료원
전북특별자치도 남원의료원(全北特別自治道南原醫療院, Jeollabuk-do Namwon Medical Center)은 전북특별자치도 남원시에 위치한 전라북도청 산하의 공공병원이다. 전북특별자치도 남원시 충청로 365에 위치하고 있다.

## 연혁
- 1921년 관립남원자혜의원 설립
- 1925년 전라북도립 남원의원으로 승격
- 1983년 지방공사 전라북도 남원의료원으로 변경
- 2005년 9월 전라북도 남원의료원으로 변경

## 진료과목
내과, 외과, 소아청소년과, 산부인과, 신경외과, 정형외과, 안과, 비뇨기과, 영상의학과, 마취통증의학과(수술실), 치과, 병리과, 가정의학과, 신경과, 흉부외과, 재활의학과, 응급의학과(응급실), 정신건강의학과, 진단검사의학과, 이비인후과

## 같이 보기
- 병원